# Leptopelis argenteus
Leptopelis argenteus és una espècie de granota de la família dels hiperòlids que viu a Tanzània i, possiblement també, a Moçambic.